# Orin (Washington)
Orin az Amerikai Egyesült Államok északnyugati részén, Washington állam Stevens megyéjében elhelyezkedő önkormányzat nélküli település.
Orin postahivatala 1902 és 1944 között működött. A település nevét Orin S. Winslow-ról kapta.

## Fordítás
Ez a szócikk részben vagy egészben  az   Orin, Washington című angol Wikipédia-szócikk ezen változatának fordításán alapul.  Az eredeti cikk szerkesztőit annak laptörténete sorolja fel. Ez a jelzés csupán a megfogalmazás eredetét és a szerzői jogokat jelzi, nem szolgál a cikkben szereplő információk forrásmegjelöléseként.